# Bernd Burgemeister Fernsehpreis

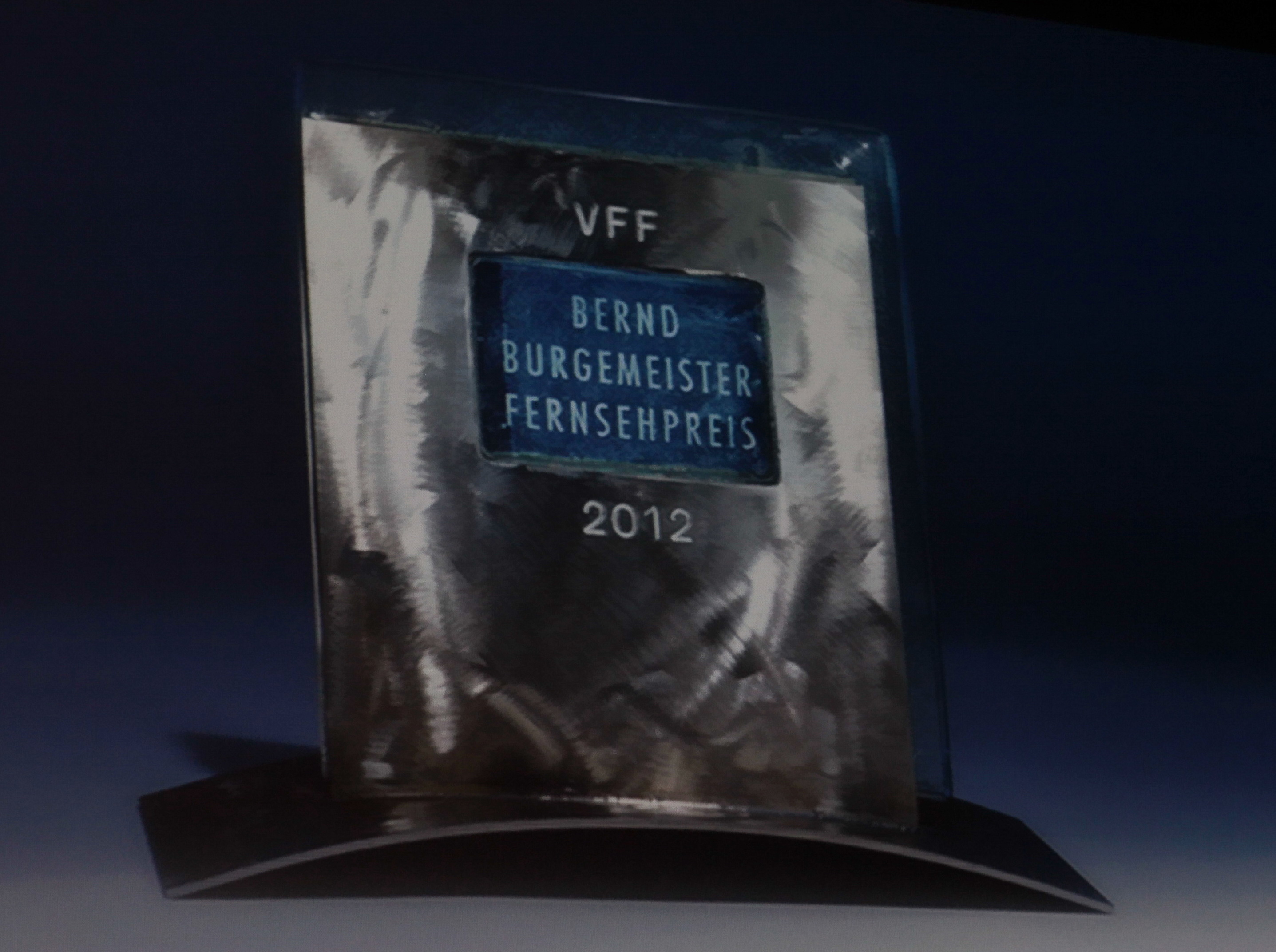
Bernd Burgemeister Fernsehpreis 2012

Der Bernd Burgemeister Fernsehpreis (von 1996 bis 2008: VFF TV-Movie Award) ist ein Filmpreis, der jährlich an den Produzenten des besten Fernsehfilms aus der Programm-Sektion Deutsche Fernsehfilme des Filmfests München verliehen wird. Bis zum Jahr 2000 wurden jeweils ein deutscher und ein internationaler Film aus der Filmfest-Reihe Top TV ausgezeichnet. Der von der Verwertungsgesellschaft der Film- und Fernsehproduzenten gestiftete Preis ist mit 25.000 € dotiert.
Im Jahr 2009 wurde der Preis zu Ehren des 2008 verstorbenen Produzenten Bernd Burgemeister umgetauft.

## Preisträger
| Jahr | Produzent (Preisträger)                                                     | Film                                        | Regie                                                    | Produktionsfirma                                           | Fernsehsender          | Land                    |
| ---- | --------------------------------------------------------------------------- | ------------------------------------------- | -------------------------------------------------------- | ---------------------------------------------------------- | ---------------------- | ----------------------- |
| 1996 | Jürgen Kriwitz                                                              | Die Russenhuren – Visum in den Tod          | Uwe Janson                                               | NDF                                                        | SAT 1                  | Deutschland             |
| 1996 | Fernando Colomo                                                             | Eso                                         | Fernando Colomo                                          |                                                            |                        | Spanien                 |
| 1997 | Claudia Sihler, Hansjörg Füting                                             | Die Musterknaben                            | Ralf Huettner                                            | NDF                                                        | ZDF                    | Deutschland             |
| 1997 | Nicola Shindler                                                             | Hillsborough                                | Charles McDougall                                        |                                                            | Granada Television     | Großbritannien          |
| 1998 | Claudia Holldack                                                            | Sperling – Sperling und der brennende Arm   | Dominik Graf                                             | Polyphon                                                   | ZDF                    | Deutschland             |
| 1998 | Joe Willett                                                                 | Our Boy                                     | David Evans                                              | Wall to Wall Television                                    | BBC 1                  | Großbritannien          |
| 1999 | Gloria Burkert                                                              | Deine besten Jahre                          | Dominik Graf                                             | MTM Cineteve                                               |                        | Deutschland             |
| 1999 | Gilles Sandoz                                                               | Le Petit Voleur                             | Erick Zonca                                              | Agat Films                                                 |                        | Frankreich              |
| 2000 | Susan Schulte                                                               | Vom Küssen und vom Fliegen                  | Hartmut Schoen                                           |                                                            | SWR                    | Deutschland             |
| 2000 | Monique van Welzen                                                          | Het Paradijs                                | Maarten Treurniet                                        | NPS TV                                                     |                        | Niederlande             |
| 2001 | Heike Richter-Karst                                                         | Hat er Arbeit?                              | Kai Wessel                                               | Allmedia                                                   |                        | Deutschland             |
| 2002 | Michael Hild                                                                | Die Freunde der Freunde                     | Dominik Graf                                             | Bavaria Film                                               | WDR                    | Deutschland             |
| 2003 | Sven Burgemeister                                                           | Das Duo – Der Liebhaber                     | Marc Rothemund                                           | TV60Filmproduktion                                         | ZDF                    | Deutschland             |
| 2004 | Christian Granderath                                                        | Kleine Schwester                            | Sabine Derflinger                                        | Colonia Media                                              | ZDF                    | Deutschland             |
| 2005 | Carl Bergengruen, Martin Bach                                               | In Sachen Kaminski                          | Stephan Wagner                                           |                                                            |                        | Deutschland             |
| 2006 | Lisa Blumenberg                                                             | Die Frau am Ende der Straße                 | Claudia Garde                                            |                                                            |                        | Deutschland             |
| 2007 | Günter Rohrbach                                                             | Teufelsbraten                               | Hermine Huntgeburth                                      |                                                            |                        | Deutschland             |
| 2008 | Claudia Rittig                                                              | Liesl Karlstadt und Karl Valentin           | Jo Baier                                                 | Hofmann & Voges                                            |                        | Deutschland             |
| 2009 | Oliver Berben, Fred Breinersdorfer                                          | Der verlorene Sohn                          | Nina Grosse                                              | Moovie Entertainment, Delphi Medien                        | ARD/NDR                | Deutschland             |
| 2010 | Christian Granderath                                                        | Kongo                                       | Peter Keglevic                                           |                                                            | ZDF                    | Deutschland             |
| 2011 | Wolfgang Behr, Dietmar Güntsche                                             | Föhnlage. Ein Alpenkrimi                    | Rainer Kaufmann                                          | Neue Bioskop Television                                    | BR                     | Deutschland             |
| 2012 | Susanne Ottersbach, Uli Putz                                                | Riskante Patienten                          | Stefan Krohmer                                           | Claussen+Wöbke+Putz                                        | WDR und ARD            | Deutschland             |
| 2013 | Kirsten Hager                                                               | Pass gut auf ihn auf!                       | Johannes Fabrick                                         | Hager Moss                                                 | ZDF                    | Deutschland             |
| 2014 | Liane Jessen                                                                | Tatort: Im Schmerz geboren                  | Florian Schwarz                                          | Hessischer Rundfunk                                        | ARD/HR                 | Deutschland             |
| 2015 | Ariane Krampe                                                               | Der Fall Barschel                           | Kilian Riedhof                                           | Zeitsprung Pictures                                        | ARD/Degeto             | Deutschland             |
| 2016 | Quirin Berg, Max Wiedemann, Susanne Hildebrandt                             | Die Dasslers – Pioniere, Brüder und Rivalen | Cyrill Boss, Philipp Stennert                            | Wiedemann & Berg Television                                | ARD/Degeto             | Deutschland             |
| 2017 | Jakob Claussen und Uli Putz                                                 | Zuckersand                                  | Dirk Kummer                                              | Claussen + Putz Filmproduktion                             | BR, ARD/Degeto und MDR | Deutschland             |
| 2018 | Kirsten Hager, Carmen Stozek                                                | Rufmord                                     | Viviane Andereggen                                       | Hager Moss                                                 | ZDF                    | Deutschland             |
| 2019 | Dagmar Rosenbauer, Jakob Krebs                                              | Ein verhängnisvoller Plan                   | Ed Herzog                                                | Cinecentrum Berlin                                         | ZDF                    | Deutschland             |
| 2021 | Sibylle Stellbrink, Henning Kamm, Michael Lehmann, Felix von Poser          | 3 ½ Stunden                                 | Ed Herzog                                                | Real Film Berlin, Amalia Film                              | ARD/Degeto             | Deutschland             |
| 2022 | Bester TV-Film: Heike Wiehle-Timm                                           | So laut du kannst                           | Esther Bialas                                            |                                                            | ZDF                    | Deutschland             |
| 2022 | Beste Serie: Matthias Murmann, Philipp Käßbohrer                            | King of Stonks                              | Jan Bonny (Lead-Regie), Facundo Scalerandi, Isabell Suba | bildundtonfabrik                                           | Netflix                | Deutschland             |
| 2023 | Bester TV-Film: Christian Becker, Martin Richter                            | Wir haben einen Deal                        | Felicitas Korn                                           | Rat Pack Filmproduktion GmbH                               | ZDF                    | Deutschland             |
| 2023 | Beste Serie: Gabriela Sperl                                                 | Herrhausen – Der Herr des Geldes            | Pia Strietmann                                           | Sperl Film + Fernsehproduktion GmbH, X-Filme Creative Pool | ARD                    | Deutschland             |
| 2024 | Bester Film: Maren Knieling und Lars Jessen                                 | Micha denkt groß                            | Lars Jessen und Jan Georg Schütte                        | Florida Film GmbH                                          | ARD                    | Deutschland             |
| 2024 | Beste Serie: Lasse Scharpen                                                 | Love Sucks                                  | Andreas Prochaska und Lea Becker                         | Studio Zentral                                             | ZDFneo                 | Deutschland             |
| 2025 | Bester Film: Gabriela Sperl und Benjamin Benedict                           | Die Nichte des Polizisten                   | Dustin Loose                                             | W&B Television, Epo-Film                                   | SWR, NDR               | Deutschland, Österreich |
| 2025 | Beste Serie: Michael Souvignier, Till Derenbach und Alexis von Wittgenstein | Oktoberfest 1905                            | Stephan Lacant                                           | Zeitsprung Pictures, Violet Pictures                       | ARD                    | Deutschland             |